# Stefano Durazzo (cardinale)
Stefano Durazzo (Multedo, 5 agosto 1594 – Roma, 11 luglio 1667) è stato un cardinale e arcivescovo cattolico italiano.

## Vita
Proveniva da una delle famiglie della nuova nobiltà di Genova: la famiglia dei marchesi Durazzo, che diede a Genova 9 dogi. Lui stesso era figlio del doge della Repubblica di Genova Pietro Durazzo (1560-1631) e Aurelia Saluzzo, e fratello del doge Cesare Durazzo (1593-1680). Studiò a Roma.
Fu creato cardinale il 28 novembre 1633 dal papa Urbano VIII e fu arcivescovo del capoluogo ligure dal 1635 al 1664.
Ebbe forti contrasti col doge, rifiutandosi di incoronare Agostino Pallavicini, pretendente alla corona regale. Il doge voleva affermare che il suo potere veniva da Dio, e quindi aveva potere anche nella e sulla Chiesa. Il contrasto si accentuò a motivo della sua volontà di controllo degli ospedali e delle confraternite (le Casacce), che rappresentavano in quel tempo una rete associativa molto potente, con un notevole peso economico e sociale. Queste pensavano di dipendere solo dal potere civile e rifiutavano l'intervento riformatore dell'arcivescovo.
Fu poi incaricato della legazione di Bologna. Quando rientrò nel 1642 le lotte con il governo riesplosero. Il cardinale non voleva nessun controllo sul seminario (che egli aveva fondato ed in parte finanziato con le proprie risorse personali) da parte governativa. Per rappresaglia gli fu negata qualsiasi sovvenzione. Nel sinodo del 1643 le sue decisioni furono criticate da quella parte del clero che era refrattaria ad ogni riforma.
Un nuovo conflitto lo oppose al Senato. Quando nel 1647 Durazzo impose una tassa del 4% a favore del seminario, anzitutto sui redditi certi della mensa arcivescovile e del Capitolo della Cattedrale ed inoltre su tutti i benefici dei parroci e sui benefici semplici della Diocesi, da osservarsi in virtù di santa obbedienza e sotto pena di sospensione a divinis, la levata di scudi fu molto forte e ci fu un ricorso al papa.
Dopo il 1648 il Senato si rivolse più volte a Roma, e nel 1649 il doge Giacomo De Franchi Toso chiese ufficialmente l'allontanamento dell'arcivescovo. La diocesi era divisa. Una parte del clero era irritata per l'imposizione della tassa per il seminario; altri, e con loro molti laici, erano dalla parte del cardinale: fra essi la mistica Virginia Centurione Bracelli e Anton Giulio Brignole Sale, che rinunciò a una promettente carriera pubblica, per entrare nella Compagnia di Gesù.
Favorì i religiosi, in modo particolare i gesuiti, i cappuccini e i teatini, che inviò anche in Corsica per predicare le missioni.
Fondò la Congregazione dei Missionari Urbani per la predicazione missionaria in città, e chiamò gli oratoriani e i lazzaristi, verso cui aveva una stima particolare.
Fece due visite pastorali alla diocesi; la seconda fu tra il 1650 e il 1654. Riorganizzò la diocesi, istituendo trentaquattro nuove parrocchie.
Nel 1655 scrisse che finalmente era riuscito ad evitare l'ingerenza nella vita del seminario di un certo magistrato laicale, che s'intrometteva nel governo di esso e nella scelta degli alunni.
In occasione della peste del 1656 si prodigò eroicamente, al punto di ottenere l'appellativo di Borromeo di Genova. Dopo la peste del 1656 soggiornò a Roma (1659-1661). Al suo ritorno la situazione era ancora critica, per cui, complice la grave malattia che l'aveva colpito, rinunciò al governo di Genova e si ritirò a Roma. Aveva appena firmato la rinuncia che il Senato decise di spostare il trono dogale, obbligando i canonici ad accompagnare il Senato quando prendeva parte alle cerimonie liturgiche solenni.

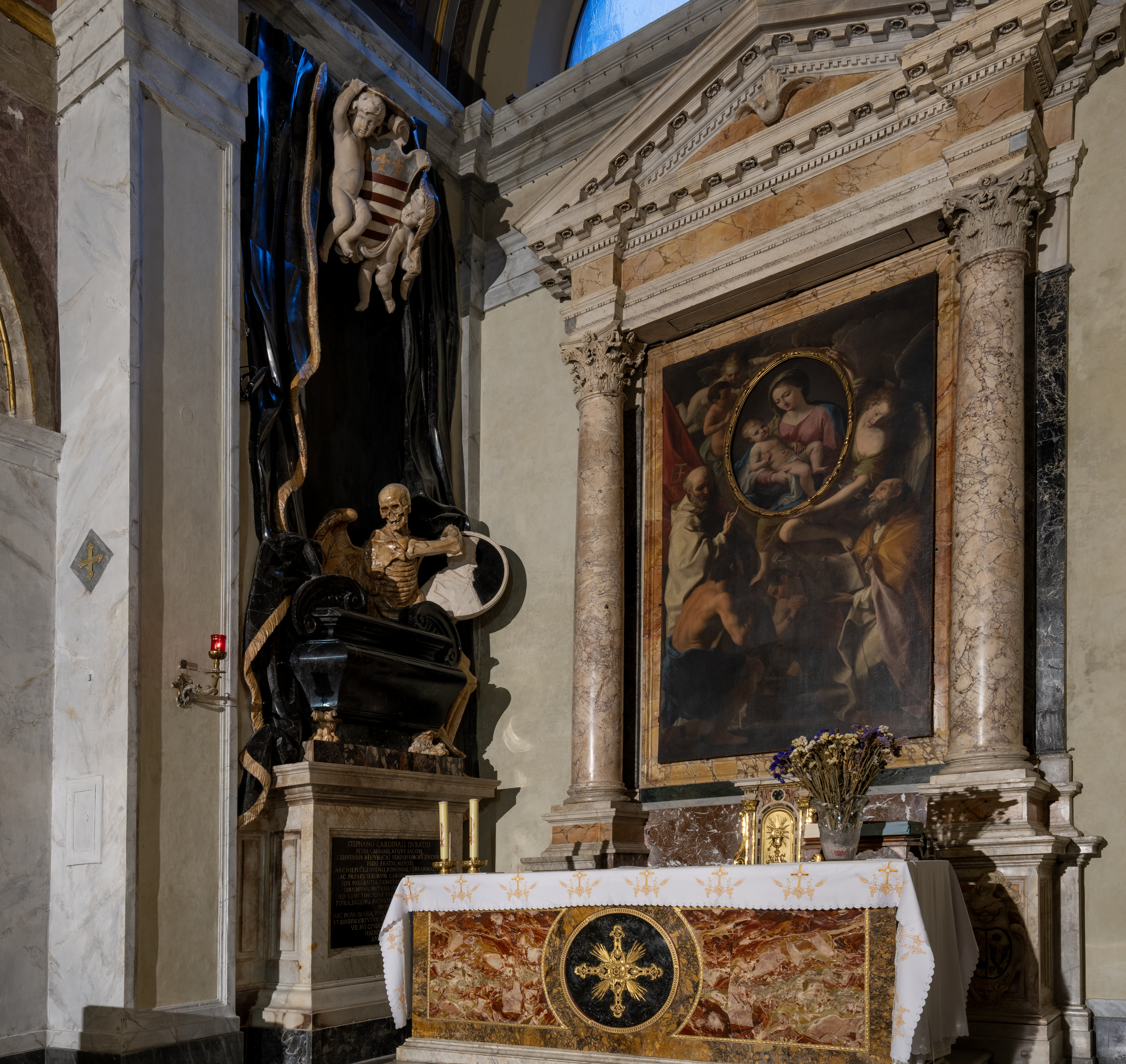
La tomba a Santa Maria in Monterone

Morì a Roma nel 1667. Il suo monumento funebre è visibile a fianco dell'altar maggiore della chiesa di Santa Maria in Monterone.

## Figura
Fu pastore e capo autorevole. Partecipava alle missioni, confessava volentieri, era il primo ai ritiri mensili e annuali del clero. Favorì le  Quarantore e incrementò la devozione all'eucaristia. Unì fermezza e senso religioso. Fu autorevole e autoritario. Ma si afferma che dietro la sua tempra d'acciaio c'era un autentico cuore sacerdotale.
Finanziò in gran parte con il suo personale contributo la costruzione del palazzo del seminario (1654-1657) e donò ai "preti della missione" di san Vincenzo de' Paoli una villa della propria famiglia, sulla quale nel 1645 fu edificata la sede genovese della congregazione.
Fu zio del cardinale Marcello Durazzo (creato nel 1686), figlio del doge Cesare e nipote del doge Pietro. Fu doge anche suo nipote, Pietro Durazzo, figlio di Cesare.

## Genealogia episcopale e successione apostolica
La genealogia episcopale è:
- Cardinale Guillaume d'Estouteville, O.S.B.Clun.
- Papa Sisto IV
- Papa Giulio II
- Cardinale Raffaele Sansone Riario
- Papa Leone X
- Papa Clemente VII
- Cardinale Antonio Sanseverino, O.S.Io.Hieros.
- Cardinale Giovanni Michele Saraceni
- Papa Pio V
- Cardinale Innico d'Avalos d'Aragona, O.S.Iacobi
- Cardinale Scipione Gonzaga
- Patriarca Fabio Biondi
- Cardinale Michelangelo Tonti
- Arcivescovo Volpiano Volpi
- Cardinale Lorenzo Magalotti
- Cardinale Stefano Durazzo

La successione apostolica è:
- Arcivescovo Bernadino Larizza (1640)
- Vescovo Francesco Durazzi (1640)
- Vescovo Giovanni Agostino Marliani (1645)
- Vescovo Paolo Fieschi (1645)